# Rhuis
Rhuis är en kommun i departementet Oise i regionen Hauts-de-France i norra Frankrike. Kommunen ligger i kantonen Pont-Sainte-Maxence som tillhör arrondissementet Senlis. År 2022 hade Rhuis 134 invånare.

## Befolkningsutveckling
Antalet invånare i kommunen Rhuis
| Referens: INSEE |